# Escándalo de Panamá

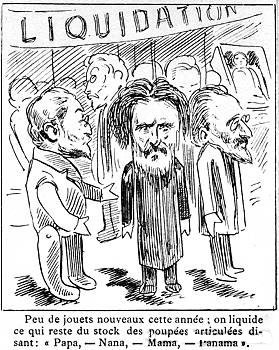
Una caricatura francesa sobre el escándalo: Ferdinand de Lesseps y Emile Zola presentados como "muñecos parlantes"

El escándalo de Panamá (también conocido como el escándalo del Canal de Panamá o como el caso Lesseps) fue un caso de corrupción, relacionado con el intento fallido de construcción del Canal de Panamá, que salpicó a muchos políticos e industriales franceses durante la Tercera República Francesa y arruinó a decenas de miles de ahorradores. El escándalo estuvo ligado a las dificultades de financiamiento de la Compañía Universal del Canal Interoceánico de Panamá, sociedad creada por Ferdinand de Lesseps para reunir los fondos necesarios y llevar a buen puerto el proyecto. En esa época, Panamá era uno de los departamentos de Colombia. Cuando la obra se reveló más onerosa de lo que se había previsto, Lesseps debió emitir una suscripción pública. Una parte de esos fondos fue utilizada por el financista Jacques de Reinach para sobornar a los periodistas y obtener ilegalmente el apoyo de personalidades políticas. Después de la liquidación judicial de la compañía que arruinó a sus suscriptores, el barón de Reinach fue encontrado muerto, mientras que muchos políticos fueron acusados de corrupción. En total, se perdieron cerca de mil millones de francos, en lo que ha sido considerado el mayor escándalo de corrupción del siglo XIX.

## Historia
Ferdinand de Lesseps fue el dueño de la compañía encargada de la construcción del canal de Panama, fundada en Francia con el nombre de Compagnie Universelle du Canal de Panama. A pesar de que no era ingeniero ni tampoco financiero, Lesseps confiaba en que la experiencia previa que había obtenido con la construcción del canal de Suez, le daría el prestigio suficiente como para poder convencer al gobierno francés y a medianos empresarios para invertir en la construcción del Canal de Panamá.

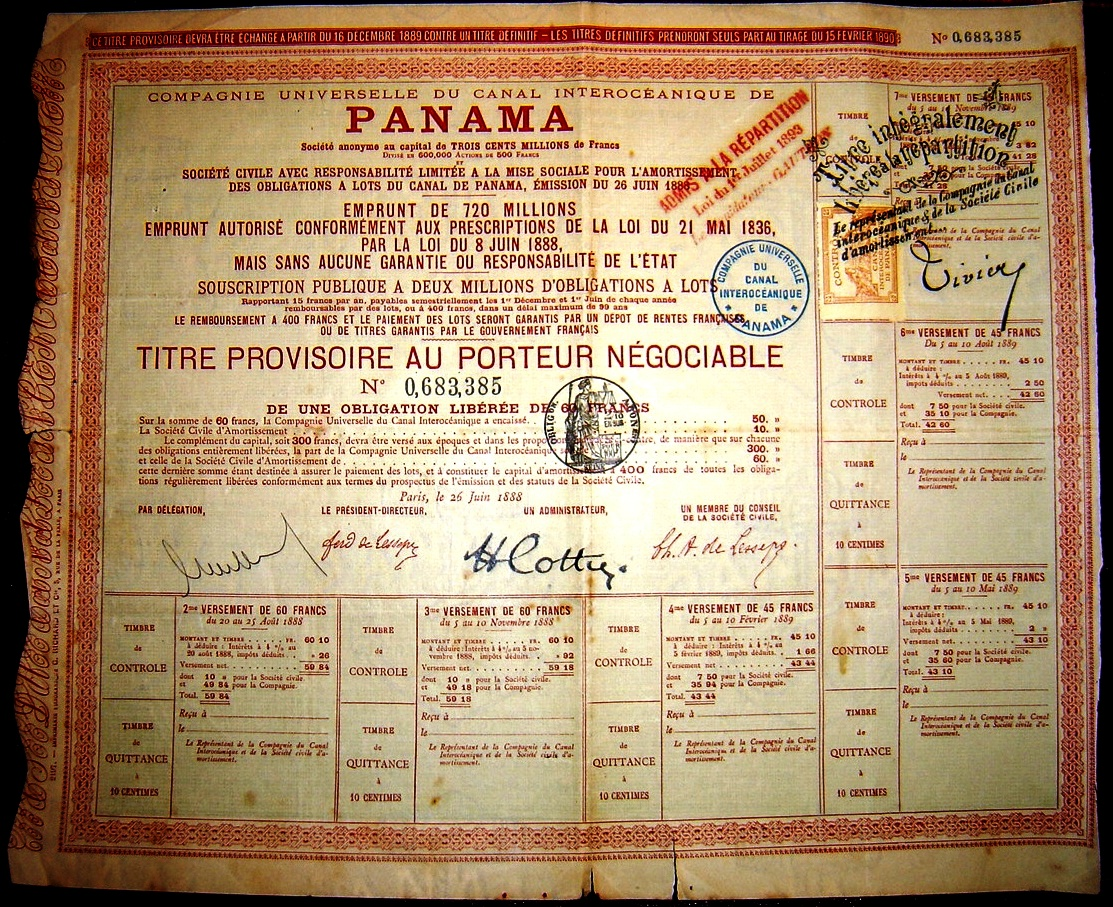
Compagnie universelle du canal interocéanique de Panama - 1888

Lesseps se encargó de ofrecer acciones de la compañía que iban a financiar la construcción del canal. Estas tuvieron gran éxito en un principio: se vendieron 600 000 acciones a un precio promedio de 500 francos, formándose un amplio capital para financiar el proyecto; así los trabajos en Panamá empezaron en 1882.
Para aumentar las expectativas, Lesseps fue realmente optimista con respecto a la cantidad de dinero requerido para construir el canal. En realidad, esta obra llegó a tener un costo de alrededor de 1200 millones de francos, pero Lesseps había expresado que el costo final implicaría un monto muy por debajo de ese precio. Además la construcción de un canal en el istmo de Panamá implicaba situaciones muy diferentes a las de Suez: el terreno panameño era rocoso y selvático, lo cual dificultaba la construcción al necesitarse más maquinaria y dinamita, aparte del riesgo de enfermedades tropicales como la malaria y la fiebre amarilla. Para colmo, Lesseps concibió la idea de ejecutar un canal sin esclusas, lo cual reducía los costos, pero después se descubrió que la diferencia de nivel entre los océanos Atlántico y Pacífico sería salvable solamente con grandes esclusas, que no estaban previstas en el plan original.
Cuando se descubrió la imposibilidad de acabar la construcción al coste que Lesseps había prometido, el precio de las acciones de la Compañía del Canal de Panamá cayó estrepitosamente, lo que llevó a una venta masiva de estas. Para contrarrestar la mala publicidad, los directivos de la Compañía entraron en un gran esquema de corrupción política: para reunir capital y detener la fuga de los inversionistas, se pagaron sobornos a periodistas, políticos y hasta miembros del Parlamento francés; estas intrigas fracasaron por completo y finalmente debió ser declarada la quiebra de la compañía en 1888. Al final, se perdieron 1.440 millones de francos y 850 000 suscriptores perdieron el dinero que invirtieron.

## Casos de corrupción e impunidad

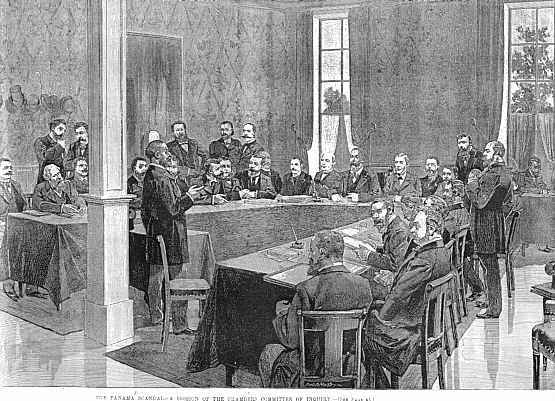
Liquidación de la Compañía del Canal de Panamá en Francia, 1891.

Algunos políticos (entre estos Clemenceau) permitieron que Lesseps lanzara al mercado una lotería para financiar la construcción del canal, y le dieron grandes préstamos con garantía del Estado, lo que comprometía a políticos franceses.
En el juicio inicial, el ministro de Desarrollo de la ciudad, Bethaut, fue el único parlamentario condenado a prisión. Su sentencia fue de cinco años pero solo cumplió tres. El barón Reinach, encargado de las finanzas de la compañía del canal, se suicidó. Se especula que quemó documentos que involucraban a políticos y socios en la corrupción. Otros acusados escaparon a Inglaterra. El 7 de diciembre de 1894, Lesseps falleció.
Los otros dos políticos acusados en el caso fueron Léon Bourgeois y Alfred Joseph Naquet. Se calcula que 100 políticos y 4 legisladores estuvieron involucrados en este caso. Jean Jaurès fue comisionado por el Parlamento francés para realizar una investigación que culminó en 1893. Las investigaciones sobre el escándalo de Panamá terminaron en 1897, pero los acusados fueron absueltos.